# Georg Krämer (Verwaltungsbeamter)
Georg Krämer (* 5. September 1865 in Wiesensteig; † 18. Juni 1931 in Ulm) war ein deutscher Landrat.

## Leben
Krämer, Sohn eines Privatmanns und evangelischer Konfession, studierte von 1886 bis 1890 Regiminalwissenschaft in Tübingen und München. Er legte 1890 die erste und 1891 die zweite höhere Dienstprüfung ab.
Danach trat er in die württembergische Innenverwaltung ein. Er leitete als Oberamtmann das Oberamt Waldsee von 1907 bis 1919. 1918 wurde er Regierungsrat. Von 1919 bis 1924 war er bei der Regierung des Schwarzwaldkreises als stellvertretender Berichterstatter und Regierungsrat und ab 1921 als Regierungsrat auf gehobener Stelle. 1924 war er auch Oberamtsverweser in Horb. Auf sein Ansuchen wurde er 1924 aus dem Staatsdienst entlassen. Seit 1929 war er Oberregierungsrat im Wartestand.

## Ehrungen
- 1911 silberne Hochzeitsmedaille
- 1912 Karl-Olga-Medaille
- 1916 Wilhelmskreuz